# Lasiplexia hampsoni
Lasiplexia hampsoni là một loài bướm đêm trong họ Noctuidae.